# La Chapelle-Montlinard
La Chapelle-Montlinard és un municipi francès, situat al departament de Cher i a la regió de Centre – Vall del Loira. L'any 2007 tenia 495 habitants.

## Demografia

### Població
El 2007 la població de fet de La Chapelle-Montlinard era de 495 persones. Hi havia 232 famílies, de les quals 68 eren unipersonals (28 homes vivint sols i 40 dones vivint soles), 92 parelles sense fills, 52 parelles amb fills i 20 famílies monoparentals amb fills.
La població ha evolucionat segons el següent gràfic:
Habitants censats

### Habitatges
El 2007 hi havia 297 habitatges, 231 eren l'habitatge principal de la família, 50 eren segones residències i 16 estaven desocupats. 282 eren cases i 5 eren apartaments. Dels 231 habitatges principals, 194 estaven ocupats pels seus propietaris, 28 estaven llogats i ocupats pels llogaters i 9 estaven cedits a títol gratuït; 2 tenien una cambra, 18 en tenien dues, 40 en tenien tres, 61 en tenien quatre i 110 en tenien cinc o més. 188 habitatges disposaven pel capbaix d'una plaça de pàrquing. A 107 habitatges hi havia un automòbil i a 106 n'hi havia dos o més.

### Piràmide de població
La piràmide de població per edats i sexe el 2009 era:
| Homes | Edats   | Dones |
| ----- | ------- | ----- |
| 0     | 95 o +  | 0     |
| 0     | 90 a 94 | 0     |
| 8     | 85 a 89 | 4     |
| 8     | 80 a 84 | 0     |
| 16    | 75 a 79 | 8     |
| 16    | 70 a 74 | 32    |
| 12    | 65 a 69 | 16    |
| 20    | 60 a 64 | 4     |
| 32    | 55 a 59 | 20    |
| 28    | 50 a 54 | 44    |
| 24    | 45 a 49 | 4     |
| 0     | 40 a 44 | 8     |
| 24    | 35 a 39 | 16    |
| 20    | 30 a 34 | 16    |
| 4     | 25 a 29 | 8     |
| 0     | 20 a 24 | 8     |
| 8     | 15 a 19 | 4     |
| 0     | 10 a 14 | 12    |
| 12    | 5 a 9   | 12    |
| 4     | 0 a 4   | 12    |

## Economia
El 2007 la població en edat de treballar era de 294 persones, 204 eren actives i 90 eren inactives. De les 204 persones actives 184 estaven ocupades (100 homes i 84 dones) i 20 estaven aturades (10 homes i 10 dones). De les 90 persones inactives 47 estaven jubilades, 15 estaven estudiant i 28 estaven classificades com a «altres inactius».

### Ingressos
El 2009 a La Chapelle-Montlinard hi havia 237 unitats fiscals que integraven 501 persones, la mediana anual d'ingressos fiscals per persona era de 19.800 €.

### Activitats econòmiques
Dels 18 establiments que hi havia el 2007, 1 era d'una empresa de fabricació d'altres productes industrials, 4 d'empreses de construcció, 3 d'empreses de comerç i reparació d'automòbils, 1 d'una empresa de transport, 5 d'empreses d'hostatgeria i restauració, 2 d'empreses immobiliàries, 1 d'una entitat de l'administració pública i 1 d'una empresa classificada com a «altres activitats de serveis».
Dels 5 establiments de servei als particulars que hi havia el 2009, 1 era una fusteria, 1 electricista, 2 restaurants i 1 agència immobiliària.
L'únic establiment comercial que hi havia el 2009 era una floristeria.
L'any 2000 a La Chapelle-Montlinard hi havia 4 explotacions agrícoles que ocupaven un total de 700 hectàrees.

## Poblacions més properes
El següent diagrama mostra les poblacions més properes.